# Henryk Smarzyński
Henryk Smarzyński (ur. 19 stycznia 1906 w Cegielni, zm. 26 czerwca 1989 w Krakowie) – polski pedagog, dydaktyk i wychowawca, wykładowca krakowskich szkół wyższych.

## Życiorys
Urodził się w chłopskiej rodzinie Adama i Pauliny z Florczyków. W 1926 roku złożył egzamin dojrzałości w Gimnazjum św. Anny w Krakowie i rozpoczął studia na Wydziale Teologicznym Uniwersytetu Jagiellońskiego. Po dwóch latach przeniósł się na Wydział Filozoficzny i w 1933 roku uzyskał dyplom magistra. Po odbyciu dodatkowych studiów pedagogicznych oraz wymaganych praktyk nauczycielskich w 1935 roku zdał egzamin państwowy na nauczyciela szkół średnich.
Do 1937 roku pracował jako nauczyciel języka polskiego, łaciny oraz propedeutyki filozofii i przedmiotów pedagogicznych w krakowskich szkołach, następnie objął funkcję podinspektora szkolnego w Busku. W okresie okupacji niemieckiej nauczał na tajnych kompletach, w 1943 roku był na krótko aresztowany przez gestapo. W styczniu 1945 roku powrócił do Krakowa. Został starszym asystentem w Katedrze Pedagogiki Uniwersytetu Jagiellońskiego, kierowanej przez profesora Zygmunta Mysłakowskiego. Pod jego kierunkiem uzyskał w 1948 roku stopień doktora nauk humanistycznych, na podstawie pracy Powiat stopnicki przed 1.09.1939r. i w okresie okupacji niemieckiej w latach 1939–1945. Kształtowanie się świadomości zbiorowej. Równocześnie wykładał w Akademii Handlowej oraz Wyższej Szkole Nauk Społecznych Towarzystwa Uniwersytetu Robotniczego.
Od 1951 roku został wykładowcą kontraktowym Państwowej Wyższej Szkoły Pedagogicznej w Krakowie. Habilitację uzyskał w 1957 roku na podstawie rozprawy Dr Henryk Jordan – pionier nowoczesnego wychowania fizycznego w Polsce. Otrzymał etat docenta i kierownictwo Katedry Pedagogiki Ogólnej. W latach 1957–1961 był dziekanem Wydziału Filozoficzno-Historycznego. Od 1951 do 1973 roku był również wykładowcą Akademii Wychowania Fizycznego, a od 1959 roku Akademii Medycznej w Krakowie. W 1969 roku został mianowany profesorem nadzwyczajnym.
Opublikował ponad 120 prac z dziedziny dydaktyki i teorii wychowania, był autorem licznych artykułów w prasie specjalistycznej oraz książek, redaktorem pracy zbiorowej Zagadnienia dydaktyki szkół wyższych (1968). Uczestniczył w pracach Komisji Nauk Pedagogicznych Oddziału PAN w Krakowie, był członkiem Towarzystwa Higieny Psychicznej i Polskiego Towarzystwa Higienicznego. Należał do Zjednoczonego Stronnictwa Ludowego i Związku Nauczycielstwa Polskiego. Był odznaczony między innymi Krzyżem Kawalerskim Orderu Odrodzenia Polski i Medalem Komisji Edukacji Narodowej. Otrzymał tytuł Zasłużonego Nauczyciela PRL.
W 1976 roku przeszedł na emeryturę, pozostając aktywnym zawodowo. Zmarł w 1989 roku i został pochowany na cmentarzu Rakowickim (kw. CI-II-7).

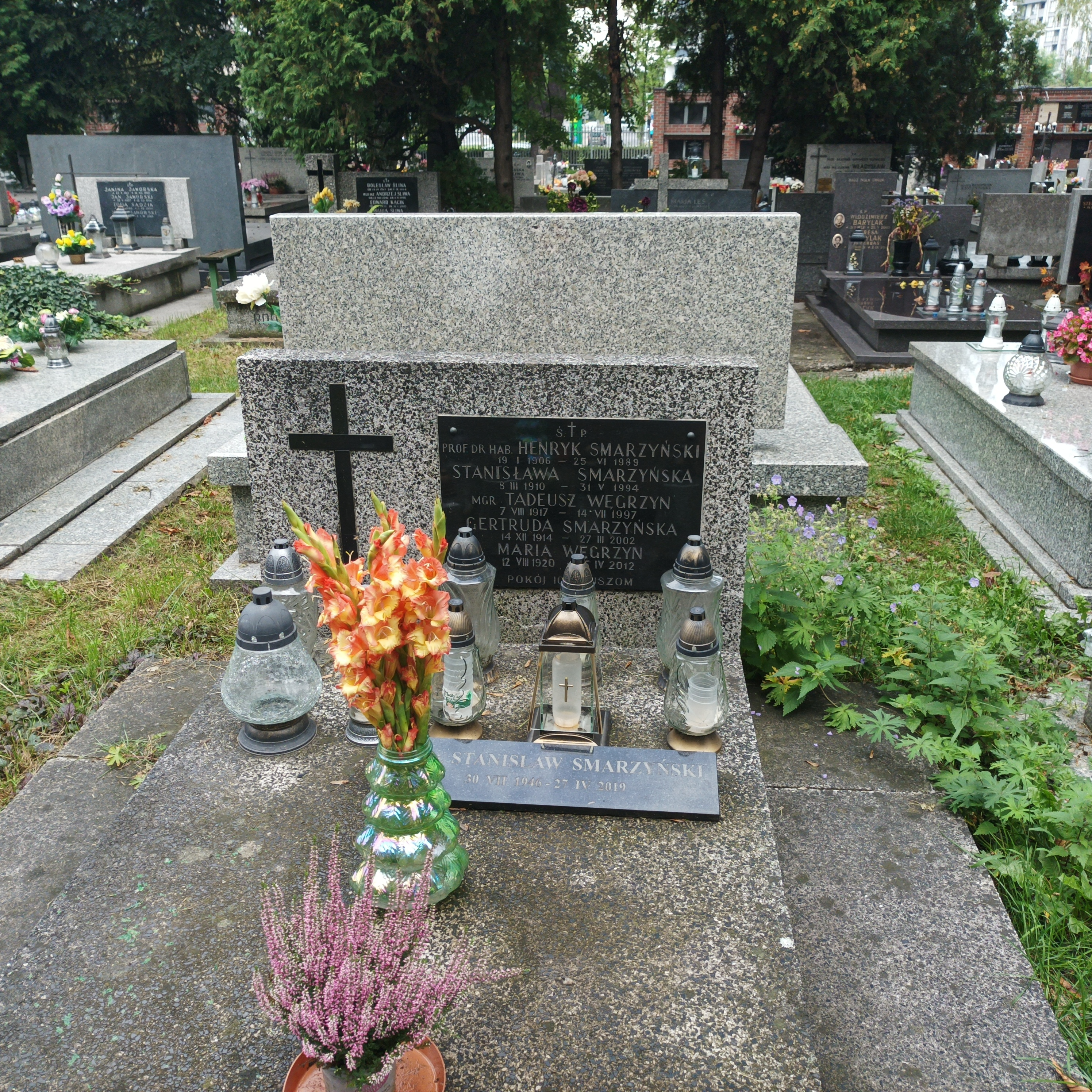
Grób prof. Henryka Smarzyńskiego na cmentarzu Rakowickim